# Toescheidingsovereenkomst
De Toescheidingsovereenkomst is een verdrag dat op 25 november 1975 in Paramaribo tussen Nederland en Suriname werd gesloten, tot regeling van de nationaliteitsaspecten van de onafhankelijkheid van Suriname. Het verdrag werd ondertekend door de minster-presidenten Henck Arron en Joop den Uyl. Op basis van deze overeenkomst emigreerden vele Surinamers na de Surinaamse onafhankelijkheid naar Nederland, waar ze door de overeenkomst gemakkelijk een verblijfs- en arbeidsvergunning kregen, en kunnen Nederlanders die in Suriname geboren zijn, alsnog voor de Surinaamse nationaliteit kiezen.
De Surinaamse regering van Desi Bouterse wilde af van de Toescheidingsovereenkomst. De Assemblee heeft de Wet Personen van Surinaamse afkomst aangenomen in 2014. Deze wet kent niet het volle burgerrecht inclusief het stemrecht toe aan repatrianten.